# 小豆はかり

鳥取県境港市・水木しげるロードに設置されている「小豆はかり」のブロンズ像。

小豆はかり（あずきはかり）は、江戸時代の怪談集『怪談老の杖』にある日本の妖怪。姿は現さずに人家で小豆の音を立てる妖怪とされ、音のみの妖怪であることから、ポルターガイスト現象に類するものとの説もある。

## 概要
『怪談老の杖』では、以下のように語られている。
その昔ある男が、麻布に住む友人の家に妖怪が出没するという話を聞いた。男は「ぜひ見たい」と言い、友人の家に泊まらせてもらった。
前述の特徴の通り部屋を静かにしていると、天井裏を踏み歩くような大きな音がし、続いてあの小豆をまくような音が聞こえてきた。音は次第に大きくなり、挙句にはその音は、一斗（約18リットル）の小豆をまくかのような大きさになった。
やがて、天井裏ではなく家の外の庭から、下駄を鳴らす音や、水をまくような音がしてきた。男はすかさず障子を開けたが、庭には誰の姿もなかったという。
この妖怪は天井から土や紙くずを落とすこともあるものの、特に悪事は働かないものなのだという。